# Bombázó
A bombázó földi célok támadására tervezett katonai repülőgép. A katonai terminológiában csak azt a repülőgépet sorolják a bombázók közé, amelyik belső - a törzsben lévő - zárt bombatérrel rendelkezik, tehát a fegyverterhelését nem kizárólag külső felfüggesztő pontokon szállítja. Így az olyan klasszikus támadó repülőgépek, mint pl. az A-6 Intruder, A-7 Corsair vagy a Szu-24, ténylegesen nem minősülnek bombázónak. 

## Fő típusok
- Stratégiai bombázó: nagy hatótávolságú csapásmérő repülőgépek, stratégiai célpontok támadására, mint például hidak, gyárak, erőművek stb. Példák: B–17 Flying Fortress, Lancaster, B–52 Stratofortress, Tu–95.

Korábban léteztek más speciális bombázó-típusok, mint a zuhanóbombázó vagy a torpedóbombázó.

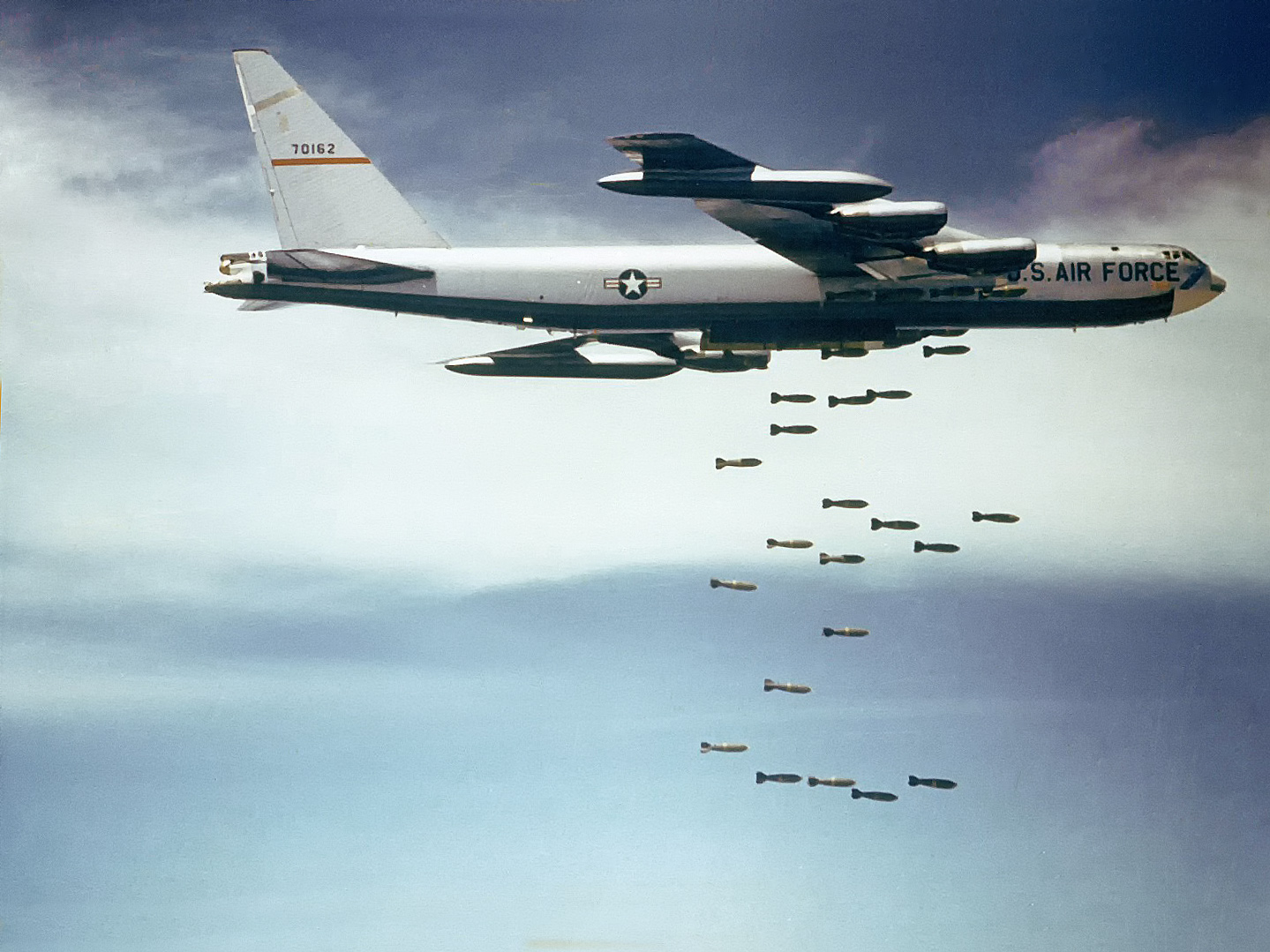
B-52 stratégiai bombázó bombavetés közben

A stratégiai bombázók néha fel vannak szerelve védekező fegyverzettel, de ezek a gépek nem légiharcra születtek. Más harci gépekhez képest nagyok, nehezen manőverezhetők és nem túl gyorsak, ezért vadászkíséretet igényelnek, ha ellenséges gépekre lehet számítani, mivel önerejükből nehezen, vagy egyáltalán nem tudják megvédeni magukat, különösen a második világháború óta. A csatarepülők és vadászbombázók kisebbek, gyorsabbak és mozgékonyabbak, de nem olyan mozgékonyak, mint a vadászrepülőgépek, különösen ha földi célok támadására fegyverzik fel őket, amikor is a nagyobb súlyból adódó kisebb mozgékonysághoz még a légiharcra kevésbé alkalmas fegyverzet is hozzáadódik. Emellett légiharcban észrevenni is könnyebb őket, mivel a vadászgépeket (amelyeket nagy magasságban történő légiharcra alakítottak ki) világoskék vagy világosszürke rejtőszínekre festik, a földi célokat támadó gépeket viszont inkább a növényzet színeire (terepszínűre).
A lopakodó technológia jelenti a bombázók egyik lehetséges fejlődési irányát. Az első lopakodó repülőgép az F–117 Nighthawk vadászbombázó volt. A világ legdrágább repülőgépe szintén egy lopakodó bombázó, a B–2 Spirit. Darabja 2 milliárd dollárba kerül.
A nyugati országok közül csak az Egyesült Államok tart hadrendben stratégiai bombázókat. Egy stratégiai bombázóflotta kifejlesztése és fenntartása anyagilag rendkívül megterhelő feladat. Az interkontinentális ballisztikus rakéták megjelenésével az atomfegyverek célba juttatása biztosabb és egyszerűbb lett, hagyományos bombázásra pedig a kisebb csatarepülők és vadászbombázók is alkalmasak – ezek a gépek egyébként több bombaterhet bírnak el, mint második világháborús társaik (leszámítva a B-29 Superfortress bombázót), és jóval pontosabban tudják rakományukat célba juttatni.